# 에인션트 에일리언
《에인션트 에일리언》(영어: Ancient Aliens)는 2009년부터 현재까지 방영된 미국의 다큐멘터리 텔레비전 프로그램이다.